# 臺灣集中保管結算所
臺灣集中保管結算所（Taiwan Depository & Clearing Corporation），簡稱集保結算所、TDCC，前身為臺灣證券集中保管公司，係中華民國金融監督管理委員會所許可的證券集中保管業和短期票券集中、保管與結算機構，辦理《票券金融管理法》所定義之短期票券以及《證券交易法》所定義之有價證券的無實體發行登錄、集中保管、帳簿劃撥和短期票券的結算業務。

## 歷史
- 1989年10月17日，臺灣證券集中保管公司成立。
- 1990年1月4日，正式營運。
- 2004年4月，台灣票券集中保管結算公司獲中華民國財政部核准正式運作。
- 2005年7月29日，行政院金融監督管理委員會決議，推動臺灣證券集中保管公司與台灣票券集中保管結算公司合併，合併後以臺灣證券集中保管公司為存續公司。
- 2006年3月27日，臺灣證券集中保管公司與台灣票券集中保管結算公司合併為臺灣集中保管結算所股份有限公司。
- 2011年7月29日，臺灣集中保管結算所完成有價證券全面無實體化。
- 2012年12月24日，臺灣集中保管結算所建置的臺灣股票博物館開幕，是臺灣第一家股票博物館。
- 2013年3月14日，臺灣股票博物館與韓國股票博物館簽訂合作與資訊交換備忘錄（MOU）。
- 2014年3月24日，臺灣集中保管結算所合併臺灣總合股務資料處理股份有限公司，合併後以臺灣集中保管結算所為存續公司。
- 2015年12月15日，臺灣集中保管結算所及中華民國證券櫃檯買賣中心結合34家國內外資產管理公司，轉投資成立基富通證券。

## 歷任董事長
| 任次 | 姓名   | 任職日期       | 離職日期       | 備註                                                                   |
| ---- | ------ | -------------- | -------------- | ---------------------------------------------------------------------- |
| 1    | 陳思明 | 1989年9月11日  | 1991年10月21日 | 歷任亞洲信託投資公司董事長、臺灣證券交易所董事長、財政部金融司司長等職 |
| 2    | 趙孝風 | 1991年10月22日 | 1995年9月10日  | 原任臺灣證券交易所董事兼總經理                                         |
| 3    | 高抗勝 | 1995年9月11日  | 2000年7月25日  | 原任總經理，轉任臺灣期貨交易所董事長                                   |
| 4    | 林維義 | 2000年7月26日  | 2001年9月10日  | 原任中央銀行業務局局長、中央存款保險公司董事長                         |
| 5    | 葉景成 | 2001年9月11日  | 2007年7月3日   | 原任總經理，轉任臺灣期貨交易所董事長                                   |
| 6    | 朱富春 | 2007年7月4日   | 2008年8月20日  | 原任總經理，轉任台銀證劵董事長                                         |
| 7    | 范志強 | 2008年8月21日  | 2010年7月12日  | 轉任臺灣期貨交易所董事長                                               |
| 8    | 丁克華 | 2010年7月13日  | 2016年1月3日   | 轉任櫃買中心董事長、金管會主委                                         |
| 9    | 林修銘 | 2016年1月4日   | 2022年6月24日  | 原任總經理，轉任臺灣證券交易所董事長                                   |
| 10   | 朱漢強 | 2022年6月24日  | 2023年6月4日   | 原任總經理                                                             |
| 代理 | 陳德鄉 | 2023年6月5日   | 2023年6月21日  | 總經理代理董事長                                                       |
| 11   | 林丙輝 | 2023年6月21日  | 現任           | 原任證券暨期貨市場發展基金會董事長                                     |

## 歷任總經理
| 任次 | 姓名   | 任職日期      | 離職日期      | 備註                                                                               |
| ---- | ------ | ------------- | ------------- | ---------------------------------------------------------------------------------- |
| 1    | 高抗勝 | 1989年9月11日 | 1995年9月10日 | 歷任中央銀行業務局專員及資訊室主任、第一商業銀行企劃部經理、財政部參事。升任董事長 |
| 2    | 葉景成 | 1995年9月11日 | 2002年1月30日 | 原任公務人員退休撫卹基金管理委員會委員、台育證券總經理。升任董事長                 |
| 3    | 陳明泰 | 2002年1月31日 | 2004年6月30日 | 轉任臺灣證券交易所副總經理、總經理                                                 |
| 4    | 朱富春 | 2004年7月1日  | 2007年7月3日  | 升任董事長                                                                         |
| 5    | 林修銘 | 2007年7月4日  | 2016年1月3日  | 歷任滙豐中華投信副總經理、中華投資執行副總經理。副總經理升任。後升任董事長         |
| 6    | 孟慶蒞 | 2016年1月4日  | 2019年6月23日 | 副總經理升任。轉任德信證券董事長                                                   |
| 7    | 朱漢強 | 2019年6月24日 | 2022年6月24日 | 副總經理升任。升任董事長                                                           |
| 代理 | 景廣俐 | 2022年6月24日 | 2022年9月21日 | 副總經理代理總經理                                                                 |
| 8    | 陳德鄉 | 2022年9月21日 | 現任          | 原任櫃買中心副總經理                                                               |

## 外部連結
- 臺灣集中保管結算所 （页面存档备份，存于）（繁體中文）（英文）（日語）